# Muriel Smith
Pour les articles homonymes, voir Smith.
Répertoire
- Carmen Jones, comédie musicale
- South Pacific, comédie musicale
- Le Roi et moi, comédie musicale
- Carmen, opéra
...
Muriel (Burrell) Smith — née le 23 février 1923 à New York (État de New York), morte le 13 septembre 1985 à Richmond (Virginie) — est une chanteuse et pédagogue américaine, occasionnellement actrice.

## Biographie
Muriel Smith naît à New-York, dans un milieu modeste. Elle doit travailler en usine pour 15 dollars par semaine pour payer ses études.
En 1943, grâce à Elisabeth Schumann qui la repère, Muriel Smith fait son apprentissage du chant — dans la tessiture de mezzo-soprano — à l'Institut Curtis de Philadelphie, dont elle ressort diplômée en 1946 (elle a notamment comme camarades de promotion Leonard Bernstein et Isaac Stern).
Durant cette période de formation, elle est choisie pour tenir le rôle-titre (en alternance avec Muriel Rahn (en)) dans la comédie musicale Carmen Jones — d'après l'opéra Carmen de Georges Bizet et la nouvelle éponyme de Prosper Mérimée —, représentée à Broadway de décembre 1943 à février 1945. Elle interprète à nouveau ce rôle lors de deux reprises à Broadway, en mai 1945 puis en avril-mai 1946.
Elle joue encore deux fois à Broadway, en 1947 dans la pièce Our Lan’ de Theodore Ward (en) (donc comme actrice) et enfin en 1947-1948, dans la comédie musicale The Cradle Will Rock (en) de Marc Blitzstein (avec Alfred Drake et Will Geer), où elle retrouve Leonard Bernstein à la direction musicale — et tenant un petit rôle —.
Menant également sa carrière à Londres, Muriel Smith y débute en 1949 dans la revue Sauce Tartare (titre original, sur une musique d'Allan Gray), diffusée à la télévision britannique en septembre 1949, aux côtés de Jessie Matthews et d'une jeune débutante nommée Audrey Hepburn.
Au théâtre royal de Drury Lane, elle chante dans deux comédies musicales du tandem Rodgers-Hammerstein, d'abord créées à Broadway ; la première est South Pacific (1951-1953, avec Mary Martin) ; la seconde est Le Roi et moi (1953-1955, avec Valerie Hobson et Herbert Lom).
Toujours à Londres, entre décembre 1956 et juillet 1957, elle tient le rôle-titre (en alternance avec Barbara Howitt) dans l'opéra Carmen précité, au Royal Opera House de Covent Garden, sous la direction musicale de Rafael Kubelik.
Au cinéma, Muriel Smith est Aicha dans le film musical américano-britannique de John Huston Moulin Rouge (1952), avec José Ferrer et Zsa Zsa Gabor ; en outre, elle double cette dernière au chant.
Elle est aussi la voix chantée d'April Olrich dans le film de guerre britannique de Michael Powell et Emeric Pressburger La Bataille du Rio de la Plata (1956, avec John Gregson et Anthony Quayle), puis de Juanita Hall dans le film musical américain South Pacific de Joshua Logan (1958, avec Rossano Brazzi et Mitzi Gaynor), comme Bloody Mary — rôle qu'elle avait tenu dans la comédie musicale d'origine précitée —. Elle refuse l'offre de Samuel Goldwyn de tourner le premier rôle dans une version filmée de l'opéra de George Gershwin Porgy and Bess, déclarant "Ce film ne fait pas ce qui est juste pour mon peuple".
À partir de 1957 commence la deuxième partie de sa carrière, où elle travaille pour les productions du Réarmement moral. Elle fait à ce titre plusieurs tournées internationales et elle tourne dans la comédie musicale américaine The Crowning Experience (1960), où elle tient le rôle de Mary McLeod Bethune, puis, dans la coproduction américano-sud-africaine Voice of the Hurricane (1964, avec Reginald Owen).
En 1974, elle revient s'installer à Richmond en Virginie pour s'occuper de sa mère âgée et y tient différents emplois alimentaires tout en donnant des cours de technique vocale à Virginia Union University. En 1984, elle reçoit un prix décerné par le National Council of Negro Women (en). Elle joue dans plusieurs pièces, notamment en 1984 dans Equus, de Peter Shaffer, au Theatre IV de Richmond, et dans la pièce de Jeraldine Herbison Sojourner Truth ... Ain't I a Woman? à l'université Hampton University en 1985.
Elle meurt en 1985 à 62 ans, des suites d'un cancer.

## Répertoire scénique

### Broadway (intégrale)
- 1943-1945 : Carmen Jones, comédie musicale, musique de Georges Bizet (arrangée par Robert Russell Bennett), nouveaux lyrics et livret d'Oscar Hammerstein II, d'après l'opéra Carmen (livret d'Henri Meilhac et Ludovic Halévy) et la nouvelle Carmen de Prosper Mérimée, chorégraphie d'Eugene Loring, costumes de Raoul Pène Du Bois : rôle-titre (en alternance avec Muriel Rahn) (+ reprise en 1946, en alternance avec Urylee Leonardos)
- 1947 : Our Lan', pièce avec musique https://vimeo.com/149384674de Theodore Ward : Delphine
- 1947-1948 : The Cradle Will Rock, comédie musicale, musique, lyrics et livret de Marc Blitzstein, mise en scène d'Howard Da Silva, direction musicale Leonard Bernstein : Ella Hammer

### Autres scènes (sélection)
(à Londres, sauf mention contraire)
- 1949 : Sauce Tartare, revue, musique d'Allan Gray, sketches de Matt Brookes (Cambridge Theatre) (+ version remaniée en 1950 sous le titre Sauce Piquante, même lieu)
- 1951-1953 : South Pacific, comédie musicale, musique de Richard Rodgers (orchestrée par Robert Russell Bennett), lyrics d'Oscar Hammerstein II, livret d'Oscar Hammerstein II et Joshua Logan, mise en scène de ce dernier : Bloody Mary (théâtre royal de Drury Lane)
- 1953-1955 : Le Roi et moi (The King and I), comédie musicale, musique de Richard Rodgers (orchestrée par Robert Russell Bennett), lyrics et livret d'Oscar Hammerstein II, d'après le roman Anna et le Roi de Siam (Anna and the King of Siam) de Margaret Landon : Lady Thiang (théâtre royal de Drury Lane)
- 1956-1957 : Carmen, opéra, musique de Georges Bizet, livret d'Henri Meilhac et Ludovic Halévy, d'après la nouvelle éponyme de Prosper Mérimée, direction musicale Rafael Kubelik : rôle-titre (Royal Opera House de Covent Garden)
- 1984 : Equus, pièce de Peter Shaffer (à Richmond)

## Filmographie

### Cinéma
- 1948 : Strange Victory, documentaire de Leo Hurwitz : narratrice
- 1952 : Moulin Rouge de John Huston : Aicha (et doublure chant de Zsa Zsa Gabor, personnifiant Jane Avril)
- 1956 : La Bataille du Rio de la Plata (The Battle of the River Plate) de Michael Powell et Emeric Pressburger : doublure chant d'April Olrich (la chanteuse Dolores à Montevideo)
- 1958 : South Pacific de Joshua Logan : doublure chant de Juanita Hall (Bloody Mary)
- 1960 : The Crowning Experience de Marion Clayton Anderson et Richard Tegström : Emma Tremaine
- 1964 : Voice of the Hurricane de George Fraser : Mary

### Télévision
- 1949 : Sauce Tartare d'Audrey Cameron, revue téléfilmée (production de la BBC)